# Lafox
Lafox (okzitanisch La Fòs) ist eine französische Gemeinde mit 1.079 Einwohnern (Stand: 1. Januar 2022) im Département Lot-et-Garonne in der Region Nouvelle-Aquitaine (vor 2016: Aquitanien). Lafox liegt im Arrondissement Agen und gehört zum Kanton Le Sud-Est Agenais.

## Geografie
Lafox liegt etwa sieben Kilometer südöstlich von Agen an der Garonne, die die Gemeinde im  Süden begrenzt und in die hier die Séoune mündet. Umgeben wird Lafox von den Nachbargemeinden Castelculier im Norden, Saint-Pierre-de-Clairac im Osten und Nordosten, Saint-Jean-de-Thurac im Südosten, Sauveterre-Saint-Denis im Süden sowie Boé im Westen.
Durch die Gemeinde führt die frühere Route nationale 113 (heutige D813).

## Bevölkerungsentwicklung
| Jahr      | 1962 | 1968 | 1975 | 1982 | 1990 | 1999 | 2006 | 2018 |
| --------- | ---- | ---- | ---- | ---- | ---- | ---- | ---- | ---- |
| Einwohner | 437  | 436  | 524  | 595  | 706  | 817  | 1183 | 1128 |

## Sehenswürdigkeiten
- Kirche Saint-Christophe aus dem 12. Jahrhundert
- Schloss Lafox, ursprüngliche Burganlage aus dem 13. Jahrhundert, Monument historique seit 1951
- Herrenhaus Prades, Anfang des 16. Jahrhunderts erbaut, seit 1959 Monument historique

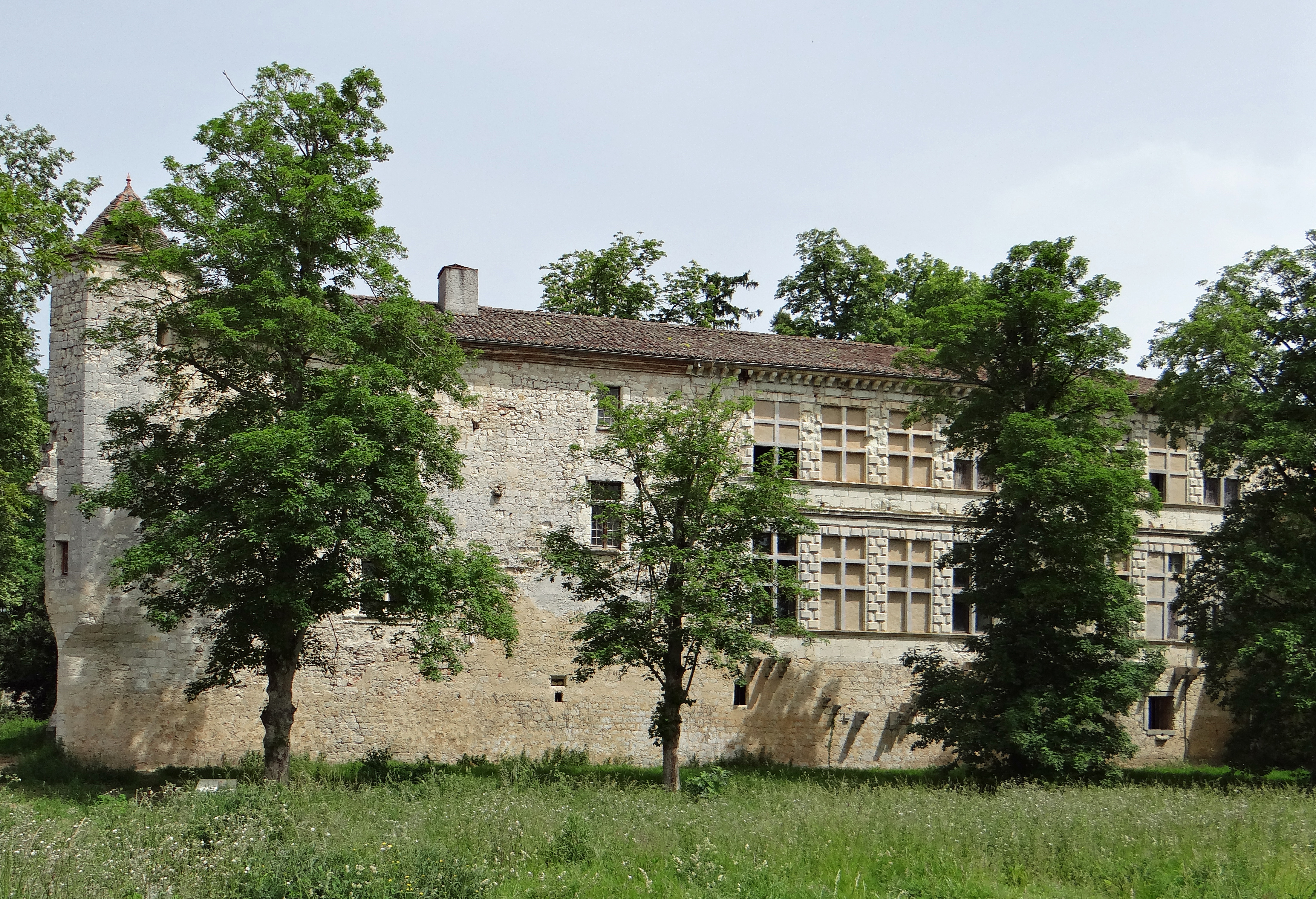
Schloss Lafox
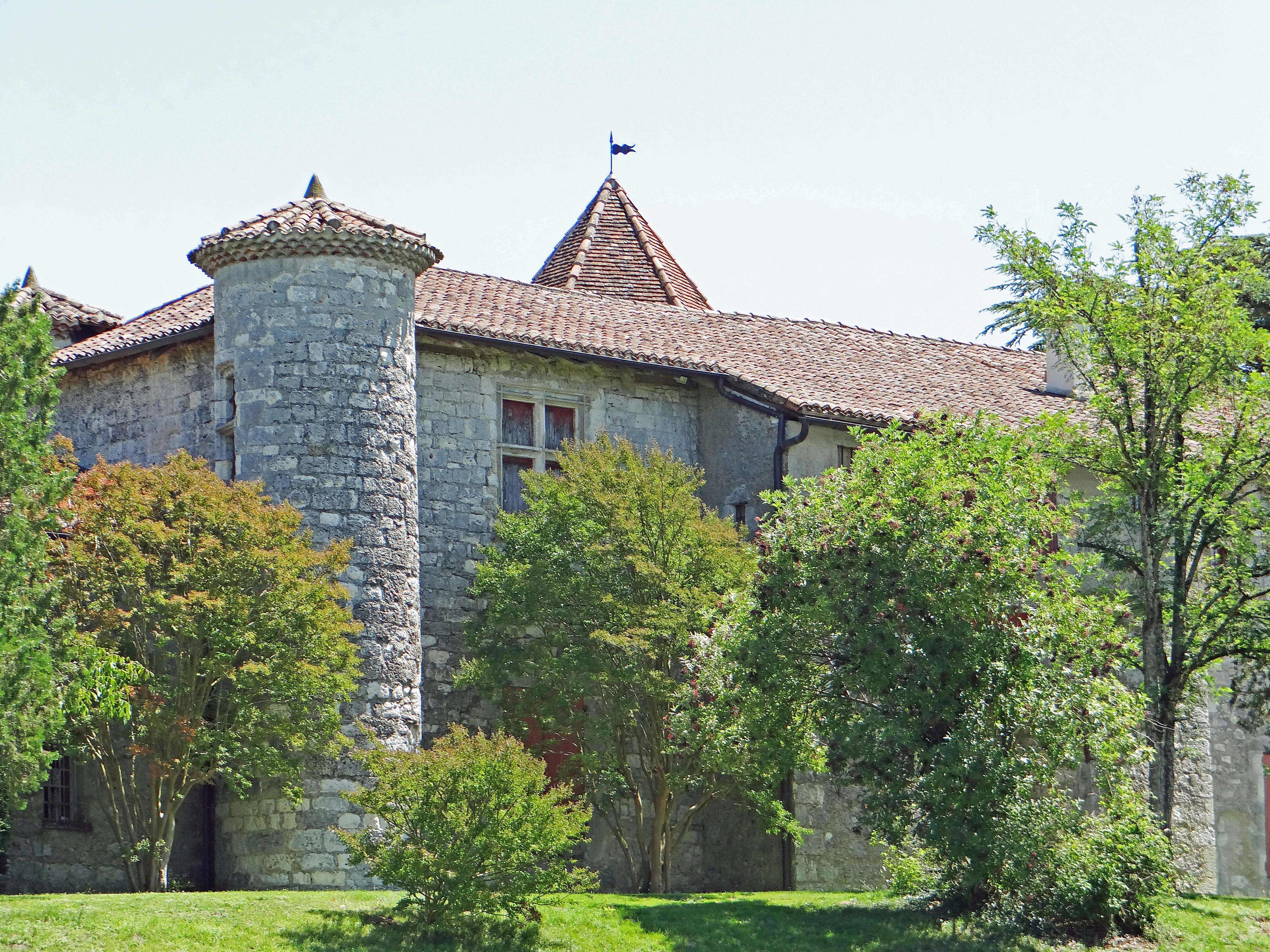
Herrenhaus Prades

## Gemeindepartnerschaften
Mit der italienischen Gemeinde Teglio Veneto in der Provinz Venedig (Venetien) besteht eine Partnerschaft.